# Lonchaea sylvatica
Lonchaea sylvatica är en tvåvingeart som beskrevs av Theodor Beling 1873. Lonchaea sylvatica ingår i släktet Lonchaea och familjen stjärtflugor. Arten är reproducerande i Sverige. Inga underarter finns listade i Catalogue of Life.